# Erik-Jan van den Boogaard
Erik-Jan van den Boogaard (Amsterdam, 19 augustus 1964) is een Nederlands voormalig voetballer die als centrumspits speelde.

## Clubcarrière

### PSV
Van den Boogaard begon met voetballen bij amateurclub VV Geldrop. Vanuit hier maakte hij de overstap naar de jeugdopleiding van PSV. Hij maakte zijn debuut voor PSV op 11 december 1982, in de met 0–0 gelijkgespeelde uitwedstrijd tegen AZ '67. Hij verving René van de Kerkhof die na rust geblesseerd in de kleedkamer achterbleef. Als aanvaller zijnde had Van den Boogaard stevige concurrentie bij PSV van onder meer Hallvar Thoresen, Jurrie Koolhof en René van de Kerkhof en later van Kenneth Brylle en René van der Gijp.
Hij wist geen vaste plaats in de hoofdmacht af te dwingen, en werd bij PSV veelal als wisselspeler gebruikt. Hij maakte in augustus 1985 als onderdeel van een ruildeal de overstap naar MVV, terwijl Eric Gerets de tegengestelde route bewandelde en naar PSV transfereerde. Bij PSV scoorde hij in totaal 15 doelpunten in 47 competitiewedstrijden.

### MVV
In zijn eerste seizoen bij MVV was Van den Boogaard opnieuw niet in staat om een basisplaats af te dwingen, nu omdat Huub Smeets een vaste plek in de spits had. In dit seizoen degradeerde hij met MVV uit de eredivisie. In zijn tweede seizoen bij MVV wist hij wel een basisplaats af te dwingen. Hij kreeg echter onenigheden met de clubleiding over een contractverlenging en kreeg daardoor geen nieuw contract na het seizoen 1986–1987 en vertrok bij MVV.

### Frankrijk
Nadat hij in het najaar van 1987 stages had afgelegd bij verschillende clubs, was het Stade Rennais die hem inlijfde en een contract aanbood voor twee en een half jaar. Mede doordat zijn naam lastig bleek te zijn voor de Franse fans, kreeg hij hier al snel de bijnaam VDB, wat refereert naar zijn achternaam.
Bij Stade Rennais kende Van den Boogaard de meest succesvolle periode uit zijn voetbalcarrière. In de competitie scoorde hij 42 doelpunten in 83 wedstrijden en had een belangrijk deel in de promotie van de club naar de Ligue 1 in 1990. Hij speelde echter geen wedstrijd op het hoogste niveau in Frankrijk doordat hij zijn basisplaats verloor aan Kameroens international François Omam-Biyik. Hierdoor maakte de overstap naar FC Rouen.
Bij Rouen speelde Van den Boogaard opnieuw in de Ligue 2. Hij bleef hier echter maar één seizoen doordat de club niet meer aan zijn financiële eisen kon voldoen. Zodoende maakte hij de overstap naar het Zwitserse Lausanne Sports.

### Lausanne
Bij zijn nieuwe Zwitserse werkgever kwam hij in één team te spelen met landgenoot Frank Verlaat. Hier speelde hij de laatste anderhalf jaar van zijn carrière voordat hij in januari 1993 zelf zijn contract afkocht en besloot een punt achter zijn carrière te zetten. Hij wilde zich gaan richten op zijn maatschappelijke loopbaan.

## Clubstatistieken
| Seizoen        | Club            | Competitie     | Competitie | Competitie | Beker | Beker | Internationaal | Internationaal | Overig | Overig | Totaal | Totaal |
| Seizoen        | Club            | Competitie     | Wed.       | Dlp.       | Wed.  | Dlp.  | Wed.           | Dlp.           | Wed.   | Dlp.   | Wed.   | Dlp.   |
| -------------- | --------------- | -------------- | ---------- | ---------- | ----- | ----- | -------------- | -------------- | ------ | ------ | ------ | ------ |
| 1982/83        | PSV             | Eredivisie     | 5          | 1          | 2     | 0     | 0              | 0              | —      | —      | 7      | 1      |
| 1983/84        | PSV             | Eredivisie     | 23         | 9          | 3     | 3     | 0              | 0              | —      | —      | 26     | 12     |
| 1984/85        | PSV             | Eredivisie     | 19         | 5          | 2     | 2     | 1              | 0              | —      | —      | 22     | 7      |
| Club totaal    | Club totaal     | Club totaal    | 47         | 15         | 7     | 5     | 1              | 0              | 0      | 0      | 55     | 20     |
| 1985/86        | MVV             | Eredivisie     | 29         | 5          | 1     | 0     | —              | —              | —      | —      | 30     | 5      |
| 1986/87        | MVV             | Eerste divisie | 27         | 12         | 2     | 1     | —              | —              | —      | —      | 29     | 13     |
| Club totaal    | Club totaal     | Club totaal    | 56         | 17         | 3     | 1     | 0              | 0              | 0      | 0      | 59     | 18     |
| 1987/88        | Stade Rennais   | Ligue 2        | 12         | 7          | 2     | 1     | —              | —              | —      | —      | 14     | 8      |
| 1988/89        | Stade Rennais   | Ligue 2        | 35         | 20         | 9     | 9     | —              | —              | —      | —      | 44     | 29     |
| 1989/90        | Stade Rennais   | Ligue 2        | 36         | 15         | 4     | 3     | —              | —              | —      | —      | 40     | 18     |
| Club totaal    | Club totaal     | Club totaal    | 83         | 42         | 15    | 13    | 0              | 0              | 0      | 0      | 98     | 55     |
| 1990/91        | FC Rouen        | Ligue 2        | 26         | 10         | 2     | 1     | —              | —              | —      | —      | 28     | 11     |
| Club totaal    | Club totaal     | Club totaal    | 26         | 10         | 2     | 1     | 0              | 0              | 0      | 0      | 28     | 11     |
| 1991/92        | Lausanne-Sports | Nationalliga A | 31         | 14         | ?     | ?     | 2              | 0              | —      | —      | 33     | 14     |
| 1992/93        | Lausanne-Sports | Nationalliga A | 15         | 0          | ?     | ?     | —              | —              | —      | —      | 15     | 0      |
| Club totaal    | Club totaal     | Club totaal    | 46         | 14         | 0     | 0     | 2              | 0              | 0      | 0      | 48     | 14     |
| Carrièretotaal | Carrièretotaal  | Carrièretotaal | 258        | 98         | 27    | 20    | 3              | 0              | 0      | 0      | 288    | 118    |

## Interlandcarrière
Van den Boogaard heeft jeugdinterlands gespeeld voor verschillende Nederlandse jeugdelftallen. Zo speelde hij voor Nederland onder 16, Nederland onder 17, Nederland onder 19 en voor Jong Oranje.